# Artículo 58 (Código Penal de la RSFS de Rusia)
El artículo 58 del Código Penal de la República Socialista Federativa Soviética de Rusia se puso en vigor el 25 de febrero de 1927 para detener a las personas sospechosas de actividades contrarrevolucionarias. El artículo fue objeto de revisión varias veces, en particular, su artículo 58-1 fue actualizado por los subapartados enumerados y puesto en vigor el 8 de junio de 1934.
Este artículo introdujo la noción formal del enemigo del pueblo: los sujetos a los artículos 58-2 al 58-13 (los del 58-1 eran "traidores", y los del 58-14 eran "saboteadores").
Los códigos penales de otras repúblicas de la Unión Soviética también tenían artículos de naturaleza similar.

## Resumen
Nota: En esta sección, la fraseología del artículo 58 se da entre comillas.
El artículo abarcaba los delitos siguientes.
- 58-1: Definición de la actividad contrarrevolucionaria: «Una acción contrarrevolucionaria es cualquier acción encaminada a derrocar, socavar o debilitar el poder de los sóviets obreros y campesinos... y los gobiernos de la URSS y de las repúblicas soviéticas y autónomas, o al socavar o debilitar la seguridad externa de la URSS y los principales logros económicos, políticos y nacionales de la revolución proletaria».
No se limitaba a los actos antisoviéticos: por la "solidaridad internacional de los trabajadores", cualquier otro "estado obrero" estaba protegido por este artículo.
  - 58-1а. Traición: pena de muerte o 10 años de prisión, ambos casos con confiscación de bienes.
  - 58-1б. Traición por personal militar: condena a muerte con confiscación de bienes.
  - 58-1в. En caso de fuga del delincuente en traición, sujeto al 58-1б (sólo personal militar), sus familiares serán sometidos a 5-10 años de prisión con confiscación o 5 años de exilio a Siberia, dependiendo de las circunstancias: ya sea que ayudaron o sabían y no informaron o simplemente vivieron con el delincuente.
  - 58-1г. No denunciar una traición por un militar: 10 años de prisión. No denuncia por otros: infracción por el artículo 58-12.
- 58-2. Levantamiento armado o intervención con el objetivo de apoderarse del poder: hasta la muerte con confiscación, incluido el reconocimiento formal como "enemigo del pueblo".
- 58-3. Los contactos con extranjeros "con fines contrarrevolucionarios" (según lo definido por el 58-1) están sujetos al artículo 58-2.
- 58-4. Cualquier tipo de ayuda a la "burguesía internacional" que, no reconociendo la igualdad del sistema político comunista, se esfuerza por derribarla: castigo similar al 58-2.
- 58-5.  Instar a cualquier entidad extranjera a declarar la guerra, la intervención militar, el bloqueo, la captura de bienes del Estado, romper relaciones diplomáticas, romper tratados internacionales y otras acciones agresivas contra la URSS: similar a 58-2.
- 58-6. Espionaje. Castigo: similar al 58-2.
- 58-7. El socavamiento de la industria estatal, el transporte, la circulación monetaria o el sistema de crédito, así como de las sociedades y organizaciones cooperativas, con fines contrarrevolucionarios (según lo definido por 58-1) mediante el uso correspondiente de las instituciones estatales, así como por oponerse a su funcionamiento normal: igual que 58-2. Nota: el delito según este artículo era conocido como «sabotaje» (вредительство, vredítel’stvo); y el perpetrador, «saboteador» (вредитель, vredítel’).
- 58-8. Actos terroristas contra representantes del poder soviético o de organizaciones obreras y campesinas: igual que 58-2.
- 58-9.  Daños al transporte, comunicación, abastecimiento de agua, almacenes y otros edificios o propiedad estatal y comunal con fines contrarrevolucionarios: igual que 58-2.
- 58-10. Propaganda y agitación antisoviética y contrarrevolucionaria: por lo menos 6 meses de prisión. En las condiciones de agitación o guerra: lo mismo que 58.2.
- 58-11. Cualquier tipo de acciones de organización o de apoyo relacionadas con la preparación o ejecución de los crímenes anteriores se equipara a los delitos correspondientes y procesados por los artículos correspondientes.
- 58-12. No informar de una "actividad contrarrevolucionaria": al menos 6 meses de prisión.
- 58-13. Lucha activa contra el movimiento revolucionario del personal zarista y miembros de "gobiernos contrarrevolucionarios" durante la guerra civil, igual que 58-2.
- 58-14 (añadido el 6 de junio de 1937). El "sabotaje contrarrevolucionario", es decir, la no ejecución consciente o la ejecución deliberadamente descuidada de "deberes definidos", dirigidos al debilitamiento del poder del gobierno y del funcionamiento del aparato estatal, está sujeta a por lo menos un año de privación de libertad y bajo circunstancias especialmente agravantes, hasta la máxima medida de protección social: ejecución por arma de fuego con confiscación de bienes.

## Aplicación
El artículo fue utilizado para el encarcelamiento y la ejecución de muchas personas prominentes, así como multitud de inocentes.
Las sentencias eran largas, hasta 25 años, y frecuentemente se extendían indefinidamente sin juicio. Los presos en virtud del artículo 58 se conocían como "politícheski" (политический, политический заключённый, "politícheski zakliuchiónny" o "prisionero político"), en contraposición a los delincuentes comunes, "ugolóvnik" (уголовник). Tras su liberación, el prisionero sería desterrado a un lugar en la Unión Soviética sin derecho a establecerse a menos de 100 km de las grandes ciudades.
La sección 10 del artículo 58 hizo de la "propaganda y agitación contra la Unión Soviética" una ofensa enjuiciable, mientras que la sección 12 permitió que los espectadores fueran perseguidos por no reportar casos de la sección 10. En efecto, el artículo 58 era carta blanca para que la policía secreta arrestara y encarcelara a cualquier sospechoso, haciendo de ella un arma política. Una persona podría ser incriminada: Si esta última organizaba un incidente "anti-soviético" con la presencia de la persona y luego probar a la persona para ello. Si la persona es declarada inocente, no haber informado del incidente también los haría pasar por prisión.
Durante y después de la Segunda Guerra Mundial, el artículo 58 se utilizó para encarcelar a algunos de los prisioneros de guerra soviéticos devueltos sobre la base de que su captura y detención por las Potencias del Eje durante la guerra era una prueba de que no luchaban hasta la muerte y eran, por lo tanto, antisoviéticos.
El artículo 58 también se aplicaba fuera de la Unión Soviética. En la zona de ocupación soviética de Alemania las personas fueron internadas como "espías" por presunta oposición al régimen estalinista, por ejemplo, para los contactos con organizaciones basadas en las zonas de ocupación occidentales, sobre la base del artículo 58 del Código Penal soviético. En el campamento especial del NKVD en Bautzen, el 66% de los reclusos pertenecían a esta categoría.
Aleksandr Solzhenitsyn en su libro Archipiélago Gulag caracterizó el enorme alcance del artículo de esta manera:

Uno puede encontrar más epítetos en la alabanza de este artículo que Turguénev una vez ensambló para elogiar la lengua rusa, o Nekrásov para alabar a la madre Rusia: grande, poderoso, abundante, altamente ramificado, multiforme, de barrido amplio 58, que resumía el mundo no tanto a través de los términos exactos de sus secciones como en su extendida interpretación dialéctica.

¿Quién de entre nosotros no ha experimentado su abrazo omnipresente? En verdad, no hay paso, pensamiento, acción o falta de acción bajo los cielos que no puedan ser castigados por la mano pesada del Artículo 58.

## Evolución
Después de la denuncia del estalinismo por Nikita Jrushchov el código fue significativamente reescrito.

### Conceptos comparables en otros países
- Incitar a la subversión del poder del Estado (China)
- Ley de Espionaje de 1917, Ley McCarran de Seguridad Interna de 1950, Rex 84 (Estados Unidos)
- Berufsbeamtengesetz, Decreto del Incendio del Reichstag, Ley de prácticas malintencionadas de 1933 (Alemania nazi)